# Purpurroter Apfelfruchtstecher
Der Purpurrote Apfelfruchtstecher (Rhynchites bacchus) ist ein Käfer aus der Familie der Blattroller (Attelabidae), die zur Überfamilie Curculionoidea gehört. Eine ähnliche Lebensweise besitzt in Mitteleuropa der verwandte Rotbraune Apfelfruchtstecher (Caenorhinus aequatus), der aber durch seine andere Färbung unterscheidbar ist. Der ähnlich gefärbte Birnenfruchtstecher (Rhynchites giganteus) ist durch die deutlich größere Körpergröße ebenfalls leicht unterscheidbar.

## Merkmale
Der Käfer wird etwa 4,5 bis 6,5 Millimeter lang. Der Körperbau ist gedrungen mit parallelseitigen Flügeldecken (Elytren) mit deutlichen Vorderecken („Schultern“) und deutlich schmalerem Halsschild (Pronotum), das ein wenig breiter als lang ist. Der Rüssel ist länger als das Pronotum (beim Weibchen etwa anderthalb mal so lang, beim Männchen etwas kürzer), er ist zylindrisch und beim Weibchen gerade, beim Männchen schwach gebogen. Auffallend ist ein mittiger (medinaner) Kiel in der Basalhälfte, der beiderseits von einer punktierten Furche begrenzt wird. Der Rüssel ist nach vorn hin breiter (erweitert), beim Weibchen stärker als beim Männchen. Das Pronotum und die Elytren tragen relativ lockere, grobe Punktgruben. Der Käfer ist auffallend durch seine Färbung. Er ist stark metallisch glänzend purpurrot, manchmal auch metallisch grün mit purpurnem Schimmer. Auch die Beine besitzen Metallglanz, die Antennen sind schwarz gefärbt. Die gesamte Oberseite ist mit einer lang abstehenden, feinen rotbraunen Behaarung bedeckt, die aber recht unauffällig ist.

## Lebensweise
Die Larve der Art entwickelt sich in Fruchtanlagen von holzigen Rosengewächsen, vor allem Obstbäumen. Neben Äpfeln, Aprikosen, Pfirsichen, Kirschen und Pflaumen werden auch Schlehen belegt, weitere Angaben existieren von Quitte und den Früchten von Weißdorn und Zwergmispeln. Das Weibchen frisst im März oder April eine Nische in die sich entwickelnde junge Frucht, in die es ein oder mehrere Eier ablegt. Anschließend durchnagt es den Fruchtstiel, so dass die Fruchtanlage welkt und abfällt. Bei einigen Fruchtarten, wie z. B. Äpfeln und Aprikosen, wird der Fruchtstiel nur teilweise durchtrennt. Hier bleibt die vertrocknete Fruchtanlage zunächst hängen (ähnlich wie die Monilinia-Fruchtmumien) und fällt erst im Herbst zu Boden. Es wird angenommen, dass der Käfer auch Früchte mit dieser Pilzerkrankung infiziert, die ihm vermutlich bei der Aufschließung des Fruchtfleisches helfen. Die Larven sind kannibalisch, so dass bei Mehrfachbelegung meist nur eine übrig bleibt. Die adulten Käfer befressen auch Knospen und Blattanlagen. Die Larve verzehrt zunächst das Fruchtfleisch, anschließend die Samenanlagen. Die ausgewachsenen Larven (sie sind dann 6 bis 8,5 Millimeter lang und weiß gefärbt mit hellbrauner Kopfkapsel) verlassen die Frucht und verpuppen sich in einer Puppenkammer im Boden. Ein Teil der Larven verpuppt sich unmittelbar, kommt im Spätsommer desselben Jahres ins Freie und frisst an Obstbaumblättern, sie überwintern später unter Borkenschuppen und in Stammritzen. Andere Larven derselben Population bleiben als Altlarve (Präpuppe) im Boden, überwintern in diesem Stadium und verpuppen sich erst im folgenden Sommer. Das Puppenstadium benötigt etwa zwei Wochen Entwicklungszeit. Die Käfer sind recht gut flugfähig und werden gelegentlich nachts in Lichtfallen erbeutet.

## Verbreitung
Die Art lebt in Europa vom Baltikum und Polen bis zum Mittelmeerraum. Sie fehlt in Skandinavien, auf den britischen Inseln gilt sie als ausgestorben. Außerdem lebt sie in Nordafrika, in Klein- und dem westlichen Zentralasien, sie kommt im Iran und im Kaukasus vor.

## Ökonomische Bedeutung
Der Purpurrote Apfelfruchtstecher ist in wärmeren Ländern wie z. B. im Mittelmeergebiet und in der südlichen Ukraine ein gefürchteter Schädling im Obstbau, der in früheren Zeiten ganze Ernten zerstören konnte. In Mitteleuropa kommt er vor, ist aber selten und besitzt hier keine besondere ökonomische Bedeutung.

## Gefährdung
Die Art hat in der Roten Liste Deutschlands den Status „Gefährdung unbekannten Ausmaßes“.